# La Légende du Mont-Saint-Michel
La Légende du Mont-Saint-Michel est une nouvelle de Guy de Maupassant, parue en 1882.

## Historique
La Légende du Mont-Saint-Michel est initialement publiée dans la revue Gil Blas du 19 décembre 1882, sous le pseudonyme Maufrigneuse, puis dans le recueil Clair de lune en 1884. 

## Résumé
Le narrateur se fait raconter la légende par un paysan bas-normand. Saint Michel régnait sur son rocher et les bancs de sable environnants, alors que Satan possédait toutes les belles terres grasses.
Saint Michel n’en pouvant plus de sa pauvreté lui propose un marché : il lui donnera la moitié des récoltes et fera tout le travail. Satan, qui est un fainéant, accepte. Saint Michel lui demande alors s’il veut les récoltes qui seront sur la terre ou dans la terre ? « Sur la terre » répond Satan. Six mois plus tard, les champs sont couverts de carottes, navets, oignons et salsifis, dont la partie comestible est sous la terre. Satan est furieux et Saint Michel présente ses excuses pour l’erreur et lui promet que, lors de la prochaine récolte, il lui donnera ce qui est dans la terre.
Mais six mois plus tard, on ne voit que du blé, de l’avoine, du lin, du colza, etc. : toutes plantes dont la partie comestible est sur la terre.
Satan, furieux, reprend l’exploitation de ses terres. Saint Michel, pour se faire pardonner, l’invite à déjeuner. On y boit beaucoup. Satan est incommodé et Saint Michel de rage lui lance un coup de pied qui le fait retomber à Mortain. 

## Éditions
- La Légende du Mont-Saint-Michel, dans Maupassant, Contes et Nouvelles, texte établi et annoté par Louis Forestier, éditions Gallimard, Bibliothèque de la Pléiade, 1974  (ISBN 978 2 07 010805 3).